# Rochford
Rochford este un oraș și un district nemetropolitan în Regatul Unit, în comitatul Essex, regiunea East, Anglia. Districtul are o populație de 81.100 locuitori din care 7.610 locuiesc în orașul propriu zis Rochford.

## Orașe din cadrul districtului
- Rochford
- Rayleigh

## Personalități
- Keith Taylor (1953 - 2022), politician, europarlamentar.